# Abstractielaag
In de informatica is een abstractielaag of abstractieniveau een manier om de bijzonderheden van de implementering van een stel functies te verbergen. De abstractielaag is een generisch model of algoritme dat losstaat van de specifieke implementatie.
De bekendste softwaremodellen die abstractielagen gebruiken, zijn het zevenlaags OSI-model voor computernetwerkprotocollen, de grafische bibliotheek OpenGL en het bytestreaminvoer/uitvoermodel dat voor Unix ontwikkeld is, en later in MS-DOS, Linux en de meeste andere moderne besturingssystemen ingebouwd is.
In besturingssystemen zijn de meeste input en output-commando's een reeks van bytes tussen een apparaat A en B. Deze reeks kan gebruikt worden voor input en output van/naar bestanden, sockets, computerterminals... Om op applicatieniveau met een apparaat te communiceren dient eerst een open-functie gebruikt te worden die connectie maakt met een echt (terminal, computer) of virtueel (netwerkpoort, bestand in een bestandsysteem) apparaat. Het besturingssysteem haalt de fysische karakteristieken op en toont deze in een abstracte weergave aan de gebruiker. Het besturingssysteem staat vervolgens in voor de translatie tussen de gebruiker en het apparaat en versturen/ontvangen van de bytesreeks.
OpenGL gebruikt een abstract grafisch model als interface. De bibliotheek staat in voor de vertaling van de commando's gegeven door de gebruiker naar code die effectief door het grafisch apparaat wordt herkend. De programmeur gebruikt in OpenGL dezelfde functies om iets op een CRT of LED-monitor te laten tonen. Het is OpenGL dat nagaat welk type van beeldscherm aan de computer hangt en zo de commando's van de programmeur vertaalt naar de functies die door de CRT of LED-monitor worden ondersteund. De programmeur gebruikt dus abstracte code,het maakt voor hem niet uit welk type van beeldscherm er aan de computer hangt, OpenGL vertaalt de abstracte code naar de fysische code.